# Paludiavis
Paludiavis  là một chi chim nước tuyệt chủng thuộc họ Balaenicipitidae. Chi này được mô tả từ các mảnh hóa thạch được được tìm thấy thuộc chuỗi Thượng Miocene tại hệ tầng Shivalik ở miền bắc Pakistan, và một mảnh khác được phát hiện năm 1972 cũng từ phân thế Thượng Miocene ở Tunisia. Cả hai phát hiện đều được Colin Harrison và Cyril Walker chỉ vào cùng một chi. Chi này chỉ bao gồm một loài duy nhất là Paludavis richae.